# 미국의 법
미국의 법은 미국에서 제정, 시행되고 있는 법을 말한다. 미국은 보통법 및 형평법 등의 영국법을 많이 계수하였으며, 특히 1750년부터 1776년의 미국 독립 선언에 이르는 동안에 보통법이 상당 부분 도입되었다. 제2차 세계 대전 후 미국의 세계 초강대국으로 부상하며 미국법의 위상이 높아졌으며 국제법처럼 통용되기도 하였다. 미국법의 특색은 연방과 각 주(州)에 법원과 입법부가 있어서 판례법(判例法)과 성문법(成文法)이 이원적으로 존재할 뿐만 아니라 각 주에 따라 다른 법이 병존하는 것이다. 20세기 들어 주법(州法) 통일운동이 일어나 통일주법안이 작성되어 판례의 공분모(公分母)를 조문 모양으로 통일·재표현한 미국법협회의 리스테이트먼트가 만들어졌다. 이에 따라 판례구속성의 원칙에 변화가 왔고, 판례에 의존하기보다 표준화된 법조문에 근거하여 판결을 내리는 경우가 많아졌다.

## 역사

### 형성기
제1기 미법(美法) 형성기(1776∼1865)는 독립 전의 식민지 시대에 이민이 고국(故國)으로부터 휴대하여 온 영법(英法)의 계수가 확립됨과 동시에 성문의 연방헌법(聯邦憲法)이 성립을 본 시대이다. 미국 사회는 미발달이었으므로 블랙스톤이 정리·통합시킨 코먼 로가 영법으로 계수되고 또 사법권 우위시대의 영법제가 계수되어 미국 헌법에 입법의 사법심사제가 채용되었다.

### 발전기
내란 후의 제2기 미법 발전기(1865∼1937)는 계수한 영법을 산업화한 미국 사회에 적합시켜서 미국법을 창조·발전시켰다. 형성기의 자연법주의적·개인주의적 법사상을 보수적인 사법부는 유지하였다.

### 사법 개혁 이후
루스벨트 대통령은 사법개혁을 기도하여 그의 뉴딜 정책에 기초를 둔 사회 입법을 하여 미국법은 제3기 현대를 맞이했다.
자본주의가 발달하고 대도시가 생기며 법을 사회의 필요에 맞게 고치는 사회입법이 늘었다. 대표적인 예가 반독점법과 노동법 등인데 이는 미국 고유의 자유주의 개인주의 사상에 반하는 예이다.

## 헌법
미합중국 헌법은 미합중국의 최고 법이다. 미국에서 헌법이라 함은 성문헌법으로서의 헌법전(憲法典)과 불문헌법으로서의 판례법을 포함하는 소위 헌법률(憲法律, Constitutional law)을 의미한다. 미국은 연방정부와 주정부로 구성된 연방국가이므로 연방헌법 이외에도 각 주는 개별적인 주헌법을 각자 보유하고 있다. 1787년 9월 17일 필라델피아와 펜실베이니아의 헌법회의(Constitutional Convention)를 기원으로 한다. 나중에 각 주에서 '인민'(the People)의 이름으로 비준되었다. 1787년에 13주를 위하여 기초(起草)가 된 헌법은, 그 후 1969년 7월까지 26회의 수정이 가해져서 현재 50주 정치의 규범이 되어 있다. 수정은 상원의 3분의 2의 찬성을 얻은 후 50주의 9분의 5가 비준하면 성립한다. 헌법은 미국법과 정치문화에서 중심 위치를 차지한다. 미국의 헌법은 1600년의 산마리노 법을 빼면 가장 오래된 국가의 헌법이다. 이 문서의 정식 사본은 워싱턴 특별구에 있는 미국립공문서기록관리국(United States National Archives and Records Administration ,통칭 NARA)에 전시되어 있다.

## 법률의 체계

### 연방법
- 미국법전: 미국법전(United States Code, U.S. Code, U.S.C.)는 미국 연방 법률을 하나로 모은 것이다. 2012년 미국정부인쇄국(GPO)에서 발행한 미국법전은 20만 페이지 분량이다.
- 미국연방규정집: 미국연방규정집(Code of Federal Regulations)은 연방행정부가 발한 행정명령을 집대성한 것이다. 규정집의 각권은 매년 한 차례씩 갱신되면, 주제별로 묶어서 분기별로 나뉘어 발간된다. 미국 관보에 발표된 관련 규정을 기록한 것으로 책으로 발표되고 있으며 또한 미국정부간행물실(Government Printing Office)에서 온라인으로 검색할 수도 있다.

## 분야별 법

### 민법

#### 계약법
미국에서 계약법은 보통법 체계를 대표하는 법으로 수많은 법원판례를 근간으로 구성되어 있다. 미국 독립전 영국의 보통법체계를 이어받아 독자적으로 발전했다. 미국의 로스쿨 1학년때 배우는 필수 법학 과목이다. 미국 계약법에서 다루는 범위는 대체로 한국의 민법체계로 보면 민법총칙론 부분에서의 법률행위(대리는 제외), 채권총론 및 계약총론에 해당한다. 한편, 계약법에 인접하는 분야로는 "원상회복법"(restitution)이 있는데, 이는 한국의 민법체계로 보면 사무관리·부당이득의 문제에 해당하는 것으로 볼 수 있다.

#### 제조물책임법
제조물책임은 당초 영미법상의 판례를 중심으로 발전해 왔지만 실제로는 미국에서 제 모습을 갖추고 발전하여 현재는 세계 각국에 미국의 이론과 제도를 사실상 받아들여 제조물책임의 종주국이라고 할 수 있다.
미국에서는 사회 · 경제적 사정의 변화에 따라, 제조물의 결함으로 인한 손해를 구제하기 위하여 다양한 책임법리가 발전되어 왔는데, 이는 크게 계약책임적 구성과 불법행위책임적 구성으로 나눌 수 있다. 판례에 의하여, 우선 초기에는 계약책임적 구성이 시도되었고, 후에 계약책임의 한계를 극복하기 위하여 불법행위책임적 구성이 시도되었다. 계약법에서 발전해온 보증위반(breach of warranty) 이론도 있다. 불법행위책임적 구성으로는 과실책임(negligence liability), 보증책임(warranty liability)이 있다.

### 상법
미국의 상법은 주마다 고유한데 주간 상거래를 원활히 하기 위해 미국통일상법전(美國統一商法典, Uniform Commercial Code:UCC) 혹은 연방통일상법전을 1952년 미국법률협회와 통일주법전국위원회에서 공포하였다. 미국 주 중 유일하게 대륙법 체계를 따르는 루이지애나주를 제외한 모든 주와 워싱턴 특별구, 버진 아일랜드의 상법의 기본이 되고 있다. 미국통일상법전은 미국 계약법 분야에서의 대표적인 성문법이다. 미국통일상법전은 특정 상품에 대한 상법상 제약을 규율하는 제정법으로서 계약법에 대한 특별법으로서의 성격을 갖는다.
미국 각주의 제정법은 일반적으로 사단성을 배제하고 영리성과 법인성만을 회사의 본질적 요소라고 규정한다. 미국의 기업형태는 개인기업(sole proprietorship, single trader, indivisual proprietorship)과, 공동기업(business association)으로 분류되고, 공동기업은 일반조합(General Partnership), 유한책임조합(Limited Partnership),  회사(Corporation) 등으로 분류되며 각각의 기업형태를 규제하는 법이 별도로 있다.
캘리포니아주 회사법은 폐쇄회사를 주식회사가 아닌 동업(同業, partnership)의 경우와 같이 취급하여 동업과 같은 수준에서 경영이 이루어질 수 있도록 하고 있다.

### 민사소송법
미국은 크게 연방 민사소송규칙과 주별 민사소송규칙으로 민사소송법이 이루어져 있다. 연방소송규칙은 미국 연방대법원에서 입법하여 의회의 반대가 없으면 그대로 시행된다. 그밖에 민사소송관련 연방법률과 하위법등이 적용된다. 미국법상 민사소송은 원고가 피고의 처벌이 아닌 금전적 배상이나 형평적인 구제(equitable relief)를 목적으로 소송을 제기하며 연방법원과 주법원간 분업체계로 관할권이 나눠있다. 연방법원은 법에 명시되어 있는 사항만 재판할 수 있도록 관할권이 의도적으로 제한되어 있고 역사적으로 법원 자체적으로 권한을 제한하여 왔다. 연방법원이 하지 않는 비 명시사항은 모두 주법원에서 재판하는 것이 가능하도록 되어있다. 오직 연방법원에서 관할하는 사항은 특허소송, 반독점 소송 등이 있다.

### 형법
미국 형법(Criminal law)의 법원(法源)은 보통법(Common law)과 성문법(Statutory code)으로 구성되어 있다. 전통적으로 범죄의 구성요건, 종류 및 조각사유 등 형법의 기본체계는 보통법에 의하여 형성되어 왔다. 최근에 형법을 성문법으로 규정하는 것이 보편화되고 있다. 그러나 미국의 성문헌법은 대륙법계의 형법과 같이 정교하고 체계적이지 못하다. 따라서 이러한 성문법의 해석 또는 흠결규정의 보완은 대부분 보통법에 의존하고 있다.
형법을 성문법으로 규정하는 경우 연방형법은 연방범죄에만 적용되며, 주(州)형법은 주(州)범죄에만 적용되는 것이 원칙이다.

### 경쟁법
미국의 각주(各州)는 주법(州法)으로서 경쟁법을 갖고 있지만, 통상적으로 미국의 경쟁법(독점금지법)이라고 하면, 셔먼법,  클레이턴법, 연방거래위원회법(聯邦去來委員會法) 등을 위시한 연방법(聯邦法)에 한정한다. 그리고 연방독점금지법 관련사건은 모두 연방법원의 관할에 속하게 된다.
남북전쟁 이후 미국이 급격하게 산업화되고, 1880년대 및 90년대에는 대규모의 제조업체들이 대형 합병을 통하여 더욱 대형화되어, 여러 계열회사를 거느린 막강한 경제 권력을 손에 쥐게 되었다. 이들 각 산업분야의 대기업 집단들은 과도한 경쟁과 주기적으로 되풀이되는 불황을 극복하기 위하여, 그들 상호간의 경쟁을 제한하는 방안을 고안해 내게 되었다. 이러한 방안은 1873년에 불황과 파멸적인 요금경쟁을 극복하기 위한 수단으로, 당시 기업의 규모가 가장 크고 경쟁이 심하였던 철도업의 ‘풀(pool)’에서 처음으로 실현되었다. 그런데 철도업자들은 이 제도를 이용하여 시장을 분할하고 나아가 특정한 화주들에 대하여는 특별할인을 제공함으로써, 이러한 할인혜택을 받지 못한 농민과 중소상공인들로부터 격렬한 비난을 받게 되었다. 그리고 1880년대에는 이러한 ‘풀’제도의 약점을 보완하고 참가기업들에 대한 강제적 통제를 확보하기 위하여, 보통법상의 신탁(trust) 제도를 이용하여 참가기업들의 주식증서를 일단의 수탁자(trustee)들에게 맡김으로써, 이들이 모든 기업의 경영권을 장악하는 이른바 ‘트러스트’제도를 창안해 내게 되었으며, 1882년에는 오하이오 스탠더드 석유(Standard Oil of Ohio)의 트러스트협약이 조인되었다. 이 협약은 연료 · 설탕 · 납 · 위스키 등 시장을 통제하려는 것이었다.
많은 미국인들은 담합이 그들의 삶에 어떠한 악영향을 끼치는지를 충분히 깨닫게 되었고, 공개적으로 관심을 가지기 시작하였다. 이제 담합을 규제하는 입법은 미국의 민주,공화 양당 모두에게 큰 현안이 되었다. 이 입법의 주된 관심사는 경쟁이 확보된 시장 스스로가 가격, 생산량, 이윤에 관한 주된 규정을 제정하여야 한다는 것이었다. 그리고, 이 입법은 반독점 관행을 불법화하고, 보통법상의 거래 규제 이론(restraint of trade doctrine)을 입법화하였다. 이러한 배경에서 탄생한 법이 바로, 자유경쟁의 확보를 위한 미국의 입법체계에서 가장 기본적인 법률인 1890년의 셔먼법이다. 이 법은 주간(州間)거래와 대외(對外)거래에 대한 규제권을 입법부에 부여하고 있는 헌법 상의 규정에 근거하여 제정된 것이며, 이러한 헌법상의 권리를 최대한 확장한 것이라 할 수 있다. 셔먼법은 대기업이 경쟁회사들과의 담합하여 생산량 · 가격 · 시장 점유율을 고정하는 행위에 의하여 경쟁을 제한하는 것을 불법화하려는 시도였다.
셔먼법이 거래제한행위나 독점에 대한 형벌을 위주로 한다는 한계를 드러내자, 구성요건의 추상성을 보완하고 연방대법원의 합리성의 원칙(rule of reason) 적용에 대응하기 위해 반트러스트법 구성요건을 구체화한 클레이턴법이 제정되었다. 이 법은 가격차별(price discrimination), 끼워팔기 계약(tying contracts), 배타적 거래(exclusive dealing), 합병(merger), 이사 등의 겸직(interlocking directorates) 등에 관한 특별한 규정을 두고 있고, 법이 상정하지 못했던 새로이 생겨나는 불공정상거래관행에 대해서는 준사법적 독립행정기구인 연방거래위원회를 통해 적극적으로 대처하고 있다. 소비자와 경쟁자의 보호를 주목적으로 하는 연방거래위원회법은 제5조에서 영업상 또는 영업에 영향을 미치는 “불공정한 경쟁방법(unfair methods of competition)”과 “불공정하고 기만적인 행위 또는 관행(unfair and deceptive acts or practices)”은 불법이라고 규정하고 있다. 법원에서는 제5조의 적용을 초기에는 좁게 해석하였으나 그러한 제한적인 해석태도는 점차 완화되었고, 1938년에 휠러 · 리 개정법에 의해 “불공정하고 기만적인 행위 또는 관행(unfair and deceptive acts or practices)”에 대한 금지를 규정하면서 그 적용범위가 확대되었다.